# Dichaetomyia doubleti
Dichaetomyia doubleti är en tvåvingeart som först beskrevs av Pandelle 1898.  Dichaetomyia doubleti ingår i släktet Dichaetomyia och familjen husflugor. Inga underarter finns listade i Catalogue of Life.